# Паламарчук, Владислав Викторович
Владисла́в Ви́кторович Паламарчу́к (укр. Владислав Вікторович Паламарчук; род. 29 августа 1989, Житомир) — украинский футболист, центральный защитник, полузащитник.

## Игровая карьера
Родился в Житомирской области, через год с родителями переехал в Шаровку Валковского района Харьковской области. Заниматься футболом начал в 2001 году в местной футбольной команде «Магарач», с которой дважды становился чемпионом города, победителем и призёром других турниров, участником международных соревнований. В 2005 году продолжил обучение в школе донецкого «Шахтёра». После завершения обучения был заявлен за «Шахтёр-3» во вторую лигу чемпионата Украины. В клубной структуре дончан закрепиться помешали травмы.
После реабилитации занялся поиском новой команды. Выбирал между «Нефтяником-Укрнефть» и ФК «Харьков». После общения с Романом Пецом принял решение стать игроком харьковской команды. В молодёжном первенстве дебютировал 3 августа 2007 года в игре против сверстников из львовских «Карпат». В конце следующего сезона стал попадать в заявку основной команды на матчи Премьер-лиги.
Дебют в высшем дивизионе состоялся 10 мая 2009 года в Донецке против «Шахтёра». На 78 минуте матча 19-летний Паламарчук вышел вместо Николая Гринченко на поле РСК «Олимпийский», на котором несколько лет назад перед матчами держал полотно.
Через две недели, 23 мая, Паламарчук в Днепропетровске против «Днепра» вышел в стартовом составе, став первым в сезоне представителем дубля харьковчан, начавшим матч Премьер-лиги с первых минут. В матче отметился на 39-й минуте ошибкой, после которой Алексей Белик вышел один на один и пробил вратаря. Позже по ходу матча после розыгрыша углового сумел вынести мяч с линии пустых ворот. Следующий матч — дерби против «Металлиста» также провёл на поле с первой до последней минуты.
Следующий сезон 2009/10 Паламарчук играл с «Харьковом» в первой лиге.